# 陈扬 (1914年)
陈扬（1914年—1975年4月18日），原名兴才、文治，男，江苏南京人，中华人民共和国政治人物，曾任南京市人民委员会市长、中共南京市委书记，江苏省人民委员会副省长。